# 荣誉勋章 (摩尔多瓦)
荣誉勋章（羅馬尼亞語：Ordinul de Onoare）是摩尔多瓦共和国设立的勳章。

## 授予对象
荣誉勋章可以授予摩尔多瓦公民、外国公民及无国籍人士。也可以授予机构、组织和军事单位。他们至少满足：
- 为巩固摩尔多瓦共和国的建立，以及促进民主改革等方面作出突出贡献；
- 在国家和社会领域取得突出成就；
- 致力于发展摩尔多瓦共和国与其他国家间的友好合作关系，为摩尔多瓦共和国融入国际社会作出卓越贡献；
- 维持和平；
- 在社会慈善、公益和人道主义方面做出巨大贡献。

## 获授者
一般地，驻摩尔多瓦大使会获得此勋章。如中华人民共和国驻摩尔多瓦大使佟明涛、宫建伟等。